# 利維婭·蘭格
利維婭·蘭格（1994年6月3日—）是一名奧地利韻律泳運動員，曾搭檔Nadine Brandl代表國家參加2012年夏季奧林匹克運動會的韻律泳雙人項目，並未獲得獎牌。